# Yttersum
Yttersum (dansk), Utersum (tysk) eller Ödersem (nordfrisisk) er en landsby og kommune beliggende i det sydvestlige hjørne af øen Før i Nordfrisland (Sydslesvig). Administrativt hører kommunen under Nordfrislands kreds i den nordtyske delstat Slesvig-Holsten. I kommunen findes tre dysser fra bronzealderen.
Yttersum er første gang nævnt 1360. Stednavnet kan henføres til personnavnet Odder eller Udder (sml. oldnordisk oddr≈anfører). I den danske tid indtil 1864 hørte Yttersum under Vesterland-Før og dermed som kongerigsk enklave direkte under Kongeriget Danmark. I kirkelig henseende hører landsbyen under Sankt Laurentii Sogn.
De vesterlandske byer Yttersum, Hedehusum og Goting var ved folkeafstemningen i 1920 de eneste byer i den såkaldte anden zone, hvor der var flertal for en genforening med Danmark. Da de ikke lå direkte ved grænsen, forblev de under Tyskland. I alt stemte i Yttersum 41 indbyggere for Danmark og 33 for Tyskland.
Kommunen omfatter også landsbyen Hedehusum (nordfrisisk Hedehüsem) og samarbejder på administrativt plan med andre kommuner på Før og Amrum i Før-Amrum kommunefællesskab (Amt Föhr-Amrum).